# Баран-ди-Монти-Алту
Баран-ди-Монти-Алту (порт. Barão de Monte Alto) — муниципалитет в Бразилии, входит в штат Минас-Жерайс. Составная часть мезорегиона Зона-да-Мата. Входит в экономико-статистический микрорегион Муриаэ. Население составляет 6247 человек на 2006 год. Занимает площадь 199,105 км². Плотность населения — 31,4 чел./км².

## История
Город основан 30 декабря 1964 года.

## Статистика
- Валовой внутренний продукт на 2003 год составляет 17 634 354,00 реалов (данные: Бразильский институт географии и статистики).
- Валовой внутренний продукт на душу населения на 2003 год составляет 2826,02 реалов (данные: Бразильский институт географии и статистики).
- Индекс развития человеческого потенциала на 2000 год составляет 0,694 (данные: Программа развития ООН).